# Olympische Winterspiele 2022/Shorttrack – 2000 m Staffel (Mixed)
Die 2000-m-Shorttrack-Mixed-Staffel bei den Olympischen Winterspielen 2022 wurde am 5. Februar im Hauptstadt-Hallenstadion in Peking ausgetragen. Es war die erste Austragung dieser Disziplin bei Olympischen Winterspielen. Olympiasieger wurde die Staffel der Gastgeber aus China.

## Rekorde

### Bestehende Rekorde
| Weltrekord         | Kim A-lang, Kin Dong-wook, Kim Ji-yoo, Kwak Yoon-gy ( Südkorea) | 2:35,951 min               | Peking, China              | 24. Oktober 2021           |
| Olympischer Rekord | Nicht im Wettkampfprogramm                                      | Nicht im Wettkampfprogramm | Nicht im Wettkampfprogramm | Nicht im Wettkampfprogramm |

### Neue Rekorde
| Olympischer Rekord | Qu Chunyu, Fan Kexin, Wu Dajing, Ren Ziwei ( China)                                  | 2:37,535 min | Peking, China | 5. Februar 2022 |
| Olympischer Rekord | Suzanne Schulting, Xandra Velzeboer, Itzhak de Laat, Jens van ’t Wout ( Niederlande) | 2:36,437 min | Peking, China | 5. Februar 2022 |

## Ergebnisse

### Viertelfinale
Q – Qualifikation für das Halbfinale
| Rang | Lauf | Land               | Athleten                                                                        | Zeit (min) | Anmerkungen |
| ---- | ---- | ------------------ | ------------------------------------------------------------------------------- | ---------- | ----------- |
| 1    | 1    | China              | Qu Chunyu Fan Kexin Wu Dajing Ren Ziwei                                         | 2:37,535   | Q, OR       |
| 2    | 1    | Italien            | Arianna Fontana Arianna Valcepina Yuri Confortola Andrea Cassinelli             | 2:38,308   | Q           |
| 3    | 1    | Südkorea           | Choi Min-jeong Lee Yu-bin Hwang Dae-heon Park Jang-hyuk                         | 2:48,308   |             |
| 4    | 1    | Polen              | Nikola Mazur Kamila Stormowska Michal Niewinski Lukasz Kuczynski                | 2:50,513   |             |
| 1    | 2    | Niederlande        | Suzanne Schulting Xandra Velzeboer Itzhak de Laat Jens van ’t Wout              | 2:36,437   | Q, OR       |
| 2    | 2    | Kanada             | Courtney Sarault Florence Brunelle Steven Dubois Pascal Dion                    | 2:36,747   | Q           |
| 3    | 2    | Kasachstan         | Jana Chan Olga Tichonowa Denis Nikischa Absal Äschghalijew                      | 2:43,004   | q           |
| 4    | 2    | Frankreich         | Tifany Huot-Marchand Gwendoline Daudet Sébastien Lepape Quentin Fercoq          | 2:51,221   |             |
| 1    | 3    | Ungarn             | Petra Jászapáti Zsófia Kónya Shaolin Sándor Liu John-Henry Krueger              | 2:38,396   | Q           |
| 2    | 3    | ROC                | Sofja Proswirnowa Jekaterina Jefremenkowa Semjon Jelistratow Konstantin Iwlijew | 2:38,445   | Q           |
| 3    | 3    | Vereinigte Staaten | Kristen Santos Maame Biney Andrew Heo Ryan Pivirotto                            | 2:39,043   | q           |
| 4    | 3    | Japan              | Yuki Kikuchi Sumire Kikuchi Kazuki Yoshinaga Kota Kikuchi                       | 2:39,112   |             |

### Halbfinale
QA – Qualifikation für das A-Finale
QB – Qualifikation für das B-Finale
| Rang | Lauf | Land               | Athleten                                                                        | Zeit (min) | Anmerkungen |
| ---- | ---- | ------------------ | ------------------------------------------------------------------------------- | ---------- | ----------- |
| 1    | 1    | Kanada             | Courtney Sarault Kim Boutin Jordan Pierre-Gilles Pascal Dion                    | 2:36,808   | QA          |
| 2    | 1    | Italien            | Arianna Fontana Martina Valcepina Pietro Sighel Andrea Cassinelli               | 2:36,895   | QA          |
| 3    | 1    | Kasachstan         | Jana Chan Olga Tichonowa Denis Nikischa Absal Äschghalijew                      | 2:42,575   | QB          |
| 4    | 1    | Niederlande        | Suzanne Schulting Selma Poutsma Sjinkie Knegt Jens van ’t Wout                  | 2:51,919   | QB          |
| 1    | 2    | Ungarn             | Petra Jászapáti Zsófia Kónya Shaoang Liu Shaolin Sándor Liu                     | 2:38,052   | QA          |
| 2    | 2    | China              | Qu Chunyu Zhang Yuting Wu Dajing Ren Ziwei                                      | 2:38,783   | QA          |
| —    | 2    | ROC                | Sofja Proswirnowa Jekaterina Jefremenkowa Semjon Jelistratow Konstantin Iwlijew |            | DSQ         |
| —    | 2    | Vereinigte Staaten | Kristen Santos Corinne Stoddard Andrew Heo Ryan Pivirotto                       |            | DSQ         |

### Finale

#### Finale B
| Rang | Land        | Athleten                                                       | Zeit (min) | Anmerkungen |
| ---- | ----------- | -------------------------------------------------------------- | ---------- | ----------- |
| 4    | Niederlande | Suzanne Schulting Selma Poutsma Sjinkie Knegt Jens van ’t Wout | 2:36,966   |             |
| 5    | Kasachstan  | Jana Chan Olga Tichonowa Ädil Ghaliachmetow Denis Nikischa     | 2:44,148   |             |

#### Finale A
| Rang | Land    | Athleten                                                          | Zeit (min) | Anmerkungen |
| ---- | ------- | ----------------------------------------------------------------- | ---------- | ----------- |
| 1    | China   | Qu Chunyu Fan Kexin Wu Dajing Ren Ziwei                           | 2:37,348   |             |
| 2    | Italien | Arianna Fontana Martina Valcepina Pietro Sighel Andrea Cassinelli | 2:37,364   |             |
| 3    | Ungarn  | Petra Jászapáti Zsófia Kónya Shaoang Liu Shaolin Sándor Liu       | 2:40,900   |             |
| —    | Kanada  | Florence Brunelle Kim Boutin Steven Dubois Jordan Pierre-Gilles   |            | DSQ         |